# Multiplex PCR
La reazione a catena della polimerasi Multiplex (PCR Multiplex) è una modifica della normale PCR per individuare rapidamente delezioni o duplicazioni in un grande gene. 
Questo processo amplifica i campioni di DNA genomico utilizzando più primer e una DNA polimerasi con efficienza direttamente collegata alla temperatura all'interno di un termociclatore. 
La PCR Multiplex è stata descritta nel 1988 come metodo per rilevare alcune delezioni nel gene distrofina. È stato anche utilizzato con il gene della solfatasi steroidea. Nel 2008 è stata utilizzata per l'analisi dei microsatelliti e SNPs.
La PCR Multiplex è costituita da più set di primer in un unico mix PCR per produrre ampliconi di varie dimensioni che sono specifici per diverse sequenze di DNA target. Prendendo di mira molti geni in un solo ciclo di PCR, le informazioni necessarie possono essere acquisite da una singolo test che altrimenti richiederebbe l'uso di più reagenti e più tempo per l'esecuzione. Temperature di "annealing" per ciascun set di primer devono essere ottimizzate per operare correttamente in un'unica reazione. Sono disponibili kit per effettuare la PCR multiplex, utilizzati da molti laboratori di polizia scientifica per amplificare campioni di DNA degradati.